# Andrzej Grudka
Andrzej Tomasz Grudka – polski fizyk, profesor nauk fizycznych, specjalizuje się w fizyce teoretycznej oraz informatyce kwantowej, nauczyciel akademicki Uniwersytetu im. Adama Mickiewicza w Poznaniu.

## Życiorys
Studia z fizyki ukończył na Wydziale Fizyki UAM, gdzie zdobywał kolejne awanse akademickie i pracuje obecnie jako profesor w Zakładzie Elektroniki Kwantowej. Stopień doktorski uzyskał w zakresie fizyki atomowej na podstawie pracy pt. Wielokrotne rezonanse ramanowskie w fotojonizacji atomu rydbergowskiego (promotorem był Ryszard Parzyński). Habilitował się w 2009 w zakresie informatyki kwantowej na podstawie oceny dorobku naukowego i rozprawy pt. Protokoły przesyłania i kodowania informacji dla niewielkiej liczby quditów. Tytuł naukowy profesora nauk fizycznych otrzymał w 2018. Na macierzystej uczelni prowadzi zajęcia z mechaniki klasycznej i szczególnej teorii względności.
Swoje prace publikował m.in. w Physical Review Letters i Physical Review A.